# Zdravila za bolezni prebavil in presnove
Zdravila za bolezni prebavil in presnove - ATC koda  A je poglavje v Anatomsko-terapevtskem-kemičnem klasifikacijskem sistemu. To je sistem alfanumeričnih kod, ki jih je razvila organizacija WHO z namenom klasifikacije zdravil in drugih medicinskih produktov.

Kode za veterinarsko uporabo (ATCvet kode) nastanejo z umestitvijo črke Q pred ATC kodo človeka: na primer, QA. 
Nacionalne zadeve ATC klasifikacije lahko vključujejo dodatne kode, ki niso prisotne v tem seznamu.